# L'Estrada (Agullana)
|  | Aquest article tracta sobre l'entitat de població d'Agullana. Vegeu-ne altres significats a «L'Estrada». |

L'Estrada és una entitat de població del municipi d'Agullana, a la comarca de l'Alt Empordà.
El poble se situa a mig camí entre Agullana i la Jonquera, prop del riu Llobregat d'Empordà, per la carretera GI-500, que és la seva principal via de comunicació. Es compon d'un conjunt de masies construïdes a l'oest d'un tram de l'antiga Strata Francisca, una possible hereva de la Via Augusta (segons documentació de l'edat mitjana) que porta al coll de Panissars i que en el nucli urbà travessa un petit turó de sud a nord. El topònim podria tenir origen en la denominació d'aquesta via.
Destaca l'església de Santa Maria de l'Estrada, esmentada en uns Ratio Decimarum del 1279 i el 1280, però sense vestigis que hi hagués cap construcció medieval. Des del 1362 ja depenia d'Agullana.